# Szamoskócs
Szamoskócs (románul: Cociu) falu Romániában, Erdélyben, Beszterce-Naszód megyében.

## Fekvése
Bethlentől északkeletre, a Nagy-Szamos és a Sajó egybefolyásánál fekvő település.

## Nevének eredete
Kádár József magyarázata szerint valamennyi Kócs helység két folyó össze- vagy szétfolyásánál fekszik s így valószínűleg e település is innen vette nevét, ahol két folyó összekapcsolódik. Különben Koch, mint személynév is előfordul. Kot, Kat a szláv nyelvben szegletet, éket jelent.

## Története
Szamoskócs, Kócs nevét 1329-ben p. Koch néven említette először oklevél.
Későbbi névváltozatai: 1476-ban Kocz, 1506-ban Kaach, 1609-ben Kacz (Kádár IV. 382), 1733-ban Kots, 1750-ben Kocs, 1808-ban Kócs, Kocsu, 1888-ban Kocs (Kolcs, Kocsiu, Kocsu), 1913-ban Szamoskócs.
A település kezdettől fogva a Becsegergely nemzetségből származó Somkereki család birtoka volt. Utóbb e birtokot az ugyanezen nemzetségbeli Apaffy Jakab fia András foglalta el, de 1329-ben azt Apaffy Somkereki Giléth fiainak László, Mihály és Becsének visszaadta. 1392-ben utódaik e birtokot 3 részre osztották maguk közt: Virágosberki Becse fia István; Nemegyei Mihály fia János és Somkereki Gilét fia László; László fia László, Miklós fiai: János és Antal és András fia Márton között.
A települést a 16. század végéig valószínűleg magyarok lakták, román lakosai pedig a Básta pusztításai után telepedtek le itt.
A trianoni békeszerződés előtt Szolnok-Doboka vármegye Bethleni járásához tartozott.
1910-ben 851 lakosából 19 magyar, 796 román, 31 cigány volt. Ebből 828 görögkatolikus, 16 izraelita volt.

## Források

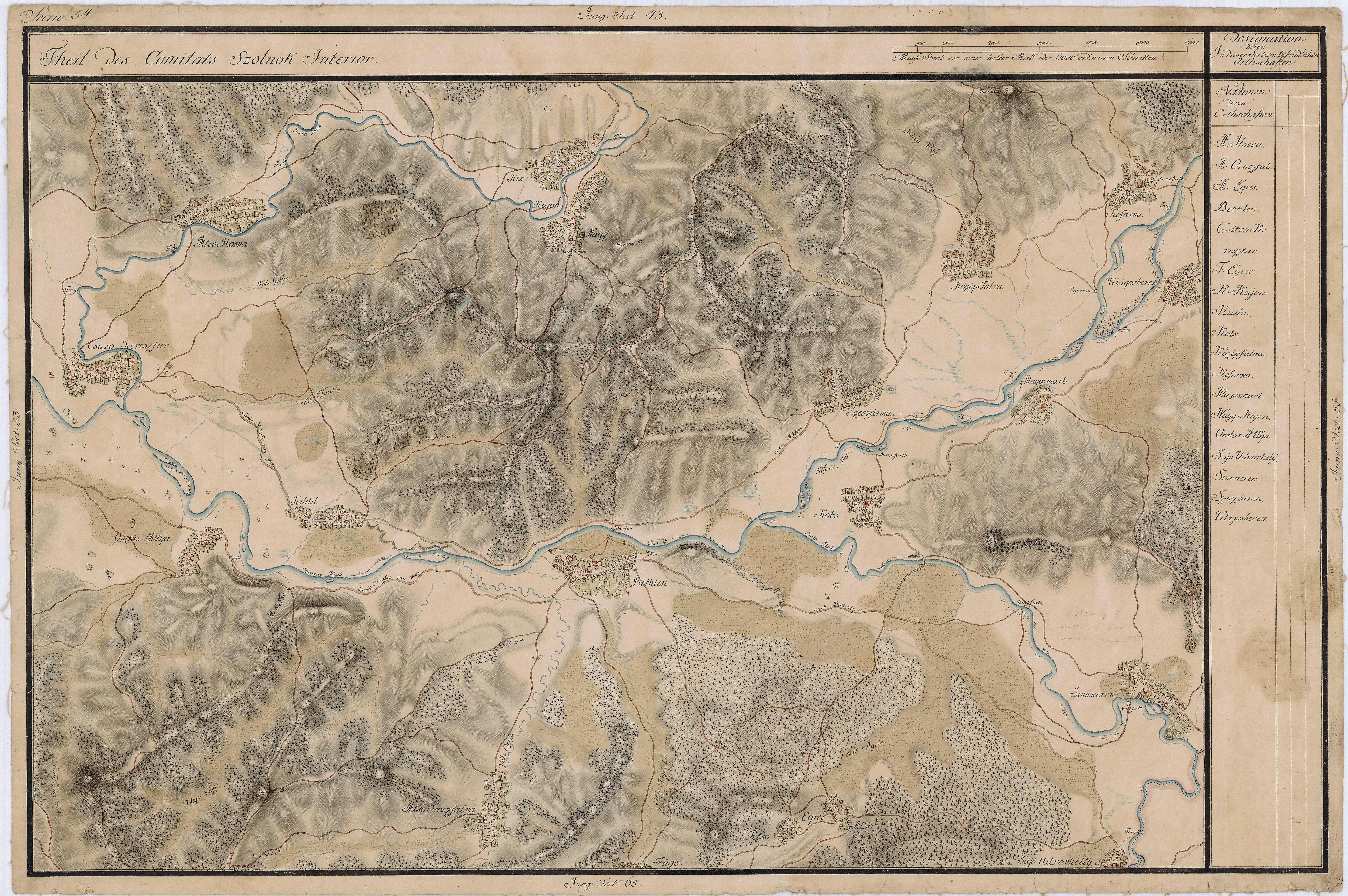
Szamoskócs és környéke egy régi térképen